# Joel Björkman
Joel Anders Rudolf Björkman, född 23 juli 1890 i Örgryte, död 13 september 1978, var en svensk fotbollsspelare som spelade för Göteborgsklubben Gais. Han vann två SM-guld med klubben, och var efter den aktiva karriären verksam som ledare både i Gais och i Svenska fotbollförbundet.

## Karriär som aktiv
Björkman ses som en av de största ledargestalterna i Gais historia. Han kom till Gais från klubben Frigga 1909 tillsammans med sin bror Victor, vilket innebar ett stort uppsving för klubbens fotbollsverksamhet. När han kom till Gais sägs det att han förskräcktes över den råhet som visades på träningarna. Han blev snart både lagkapten och styrelseledamot, och hjälpte sina lagkamrater att utveckla teknik och inse värdet av gott kamratskap:
| ” | Fotbollsspelet kräver intelligens, och man måste träna upp sådan teknik att man i de flesta situationer alltid kan spela vidare till en bättre placerad kamrat. Därför måste man också öva upp sinnet för de olika situationernas utveckling så att man dels vet när man skall få bollen, dels redan räknat ut vad man skall göra med den. Teknik måste man träna in, hur begåvad med bollsinne man än må vara, och ständigt underhålla. | „ |

Björkman var lagets strateg och var given som inner i laget. Han sökte alltid de enkla lösningarna och dribblade bara när det behövdes för att hitta ett skott- eller passningsläge. Han var med om att ta SM-guld 1919 och 1922, och var med och vann svenska serien 1922/1923.
Björkman spelade två A-landskamper 1919–1920.

## Ledarskap
Trots Björkmans framgångar på fotbollsplanen anses hans främsta insatser i Gais ha varit som ledare. Redan 1911 var han revisorssuppleant i Gais, och från 1914 tillhörde han klubbens styrelse i olika roller fram till 1955. Han var klubbens sekreterare 1925–1937, och tillhörde styrelsen för Göteborgs fotbollförbund 1924–1929, Svenska fotbollförbundet 1924–1935 samt dess uttagningskommitté 1924–1932. Björkman var den förste gaisaren som blev medlem av Svenska fotbollförbundets styrelse. Han var lagledare för Gais 1924–1933.
Joel Björkman är begravd på Östra kyrkogården i Göteborg.